# Albrecht Köstlin
Albrecht Köstlin (* 12. August 1905 in Ochsenhausen; † 17. Dezember 1970 in Braunschweig) war ein deutscher Agrarökonom, Agronom und Bautechnologe der Landwirtschaft.

## Leben
Nach dem Besuch einer Ackerbauschule studierte er an der Hochschule Hohenheim und der Hochschule Berlin Landwirtschaft, promovierte bei Zörner mit einem betriebswirtschaftlichen Thema und nahm danach eine Tätigkeit beim Reichskuratorium für Technik in der Landwirtschaft (RKTL) auf. Die Nachfolgeinstitution ist das Kuratorium für Technik und Bauwesen in der Landwirtschaft mit Sitz in Darmstadt.
Während seiner Tätigkeit beim RKTL war Köstlin zugleich sehr stark im landwirtschaftlichen Bauwesen beratend tätig. Die Erfahrung aus dieser Arbeit schlug sich in verschiedenen Schriften (u. a. mit Czerwinka u. W. Geyer) nieder. Seine Arbeiten aus dieser Zeit sind offen rassistisch und nationalsozialistisch.  
An seine frühere Tätigkeit der arbeitswirtschaftlich zweckmäßigen Gestaltung von Wirtschaftsgebäuden und Bauernhöfen, konnte Köstlin direkt anschließen, als er an die Forschungsanstalt für Landwirtschaft (FAL) in Braunschweig-Völkenrode als Professor und Direktor des Instituts für landwirtschaftliche Bauforschung berufen wurde. Dieses Institut leitete er von 1947 bis zu seiner Pensionierung 1970.
Nach dem Kriege führte er grundlegende Untersuchungen über die kostenwirtschaftliche Wandlungsfähigkeit von Stallgebäuden, Raumgewichtsmessungen von Halmgütern, das Strohhäckselverfahren u. ä. durch, über deren Ergebnisse er in der landwirtschaftlichen Fachpresse berichtet hat.
Anlässlich der Neugründung der Deutschen Landwirtschafts-Gesellschaft (DLG) in Hohenheim 1947 gehörte er zum Umfeld von Adolf Münzinger mit dem Ziel, gleichzeitig auch den Verband Alter Hohenheimer Germanen wieder ins Leben zu rufen. Er wurde nach der Rekonstitution des Corps Germania Hohenheim, dem er bereits als Hohenheimer Student beigetreten war, ein wichtiges Mitglied im Corpsausschuss zur Rückgewinnung des während der Zeit des Nationalsozialismus enteigneten Corpshauses.
Köstlins Arbeiten fanden auch im Ausland große Beachtung, die französische Regierung verlieh ihm 1969 den Orden Mérite agricole. Im gleichen Jahr erhielt er das Verdienstkreuz 1. Klasse der Bundesrepublik Deutschland.

## Wichtige Veröffentlichungen
- Bäuerliche Betriebsverhältnisse Württembergs unter besonderer Berücksichtigung des Einflusses auf den Betriebserfolg, Berlin und Hohenheim 1933
- Der landwirtschaftliche Betriebsvergleich als Grundlage der Dorfberatung; Neureuter Berlin-Halensee 1944 (RKTL-Schriften 105)